# Kroměždice
Kroměždice jsou malá vesnice, část obce Bolešiny v okrese Klatovy v Plzeňském kraji. Nachází se asi tři kilometry východně od Bolešin. Prochází zde silnice II/186. Kroměždice jsou také název katastrálního území o rozloze 2,18 km².

## Historie
První písemná zmínka o vesnici pochází z roku 1379.

## Obyvatelstvo
| Rok            | 1869 | 1880 | 1890 | 1900 | 1910 | 1921 | 1930 | 1950 | 1961 | 1970 | 1980 | 1991 | 2001 | 2011 | 2021 |
| -------------- | ---- | ---- | ---- | ---- | ---- | ---- | ---- | ---- | ---- | ---- | ---- | ---- | ---- | ---- | ---- |
| Počet obyvatel | 208  | 193  | 188  | 184  | 190  | 184  | 173  | 127  | 107  | 97   | 109  | 87   | 65   | 73   | 93   |
| Počet domů     | 30   | 31   | 31   | 30   | 32   | 32   | 32   | 31   | 28   | 25   | 27   | 31   | 31   | 32   | 33   |

## Obecní správa
Při sčítání lidu v letech 1850–1879 Kroměždice byly osadou obce Obytce v okrese Klatovy. V letech 1880–1960 byly samostatnou obcí v okrese Klatovy. V letech 1961–1975 byly částí obce Myslovice v okrese Klatovy. Od 1. ledna 1976 jsou částí obce Bolešiny v okrese Klatovy. Poté se Myslovice opět osamostatnily, ale Kroměždice již zůstaly součástí Bolešin.

## Pamětihodnosti
- Kaple Panny Marie s pamětním křížem
- Pomník Antonína Švehly

## Galerie

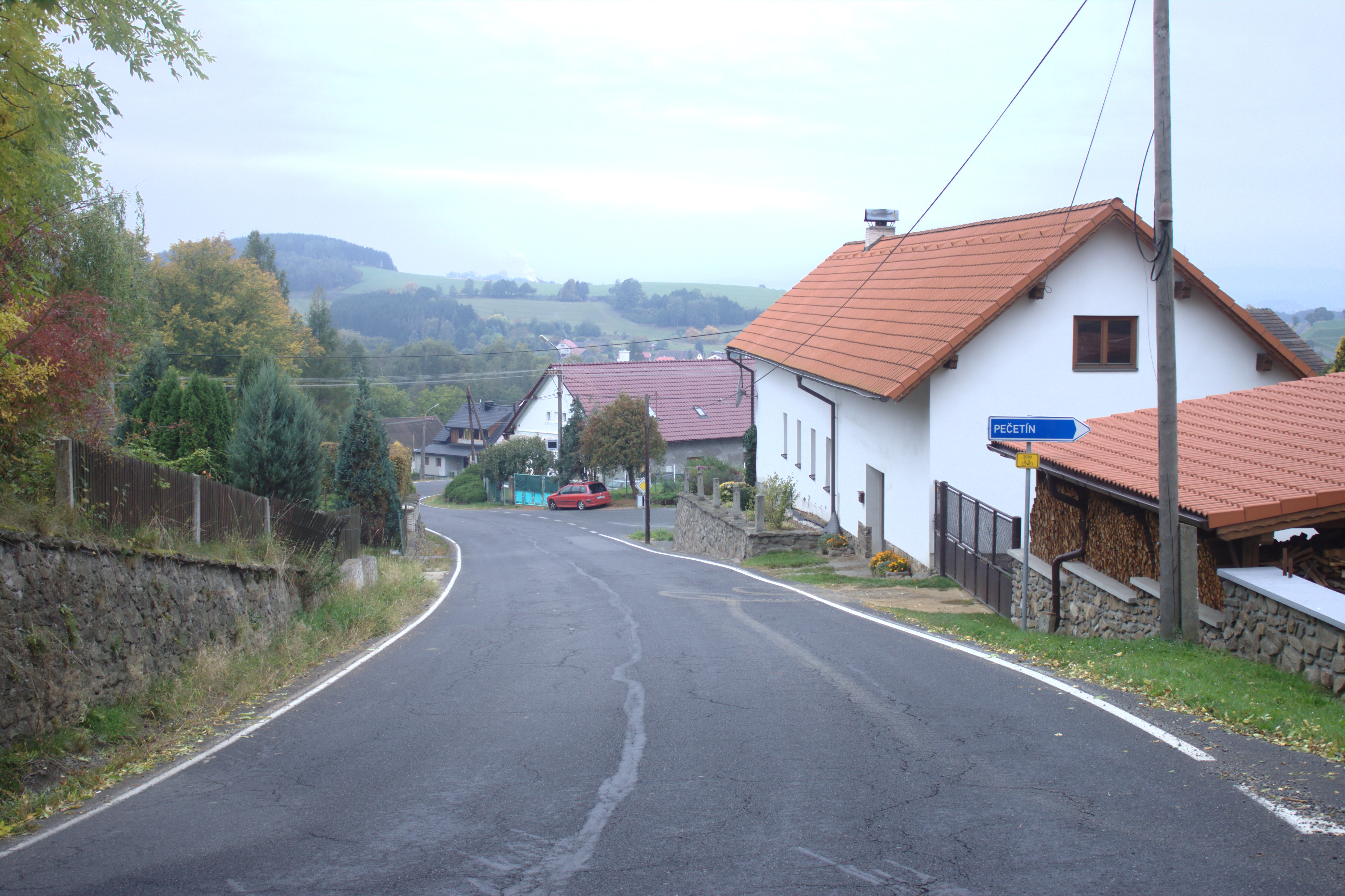
Silnice
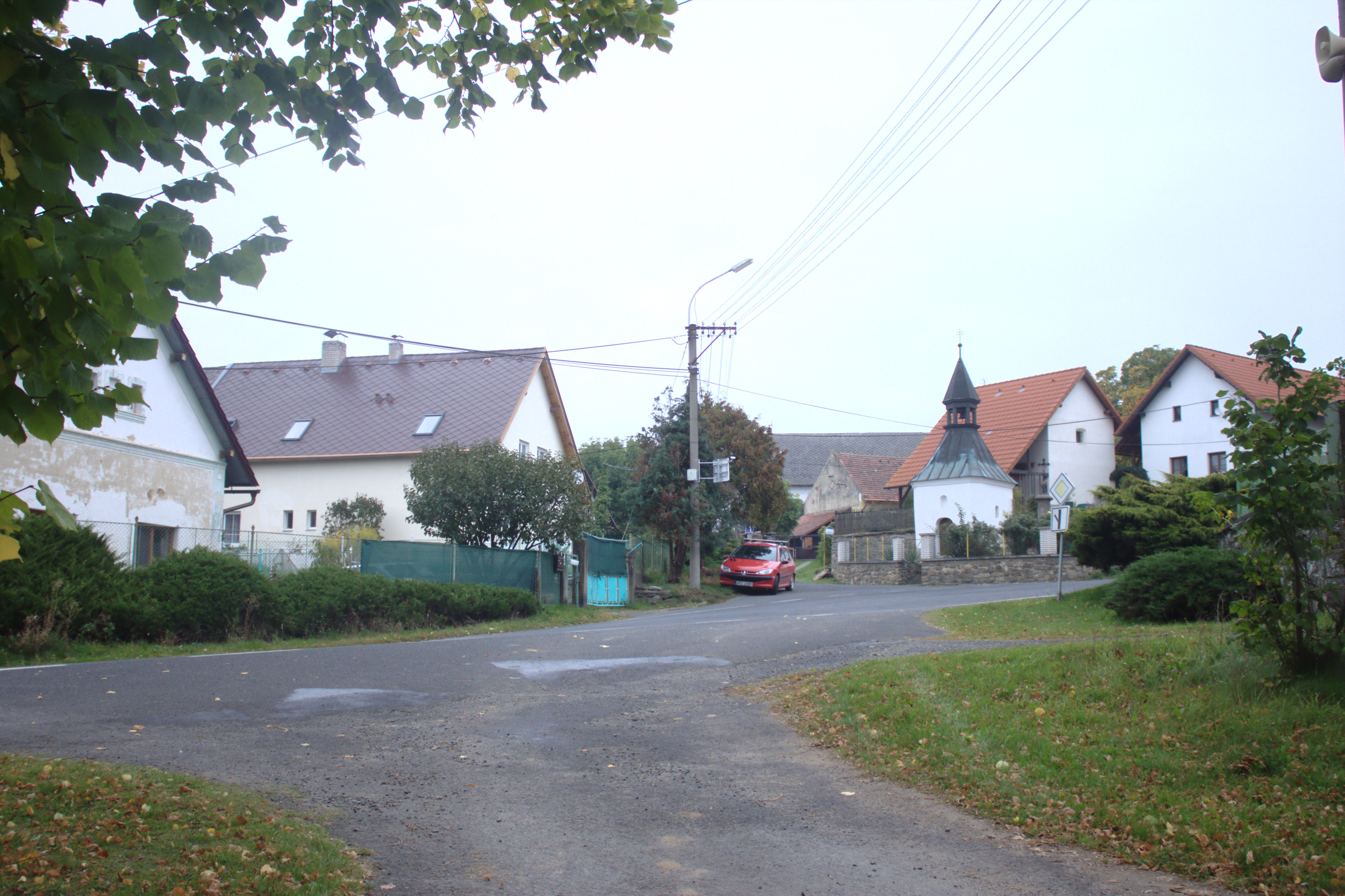
Náves
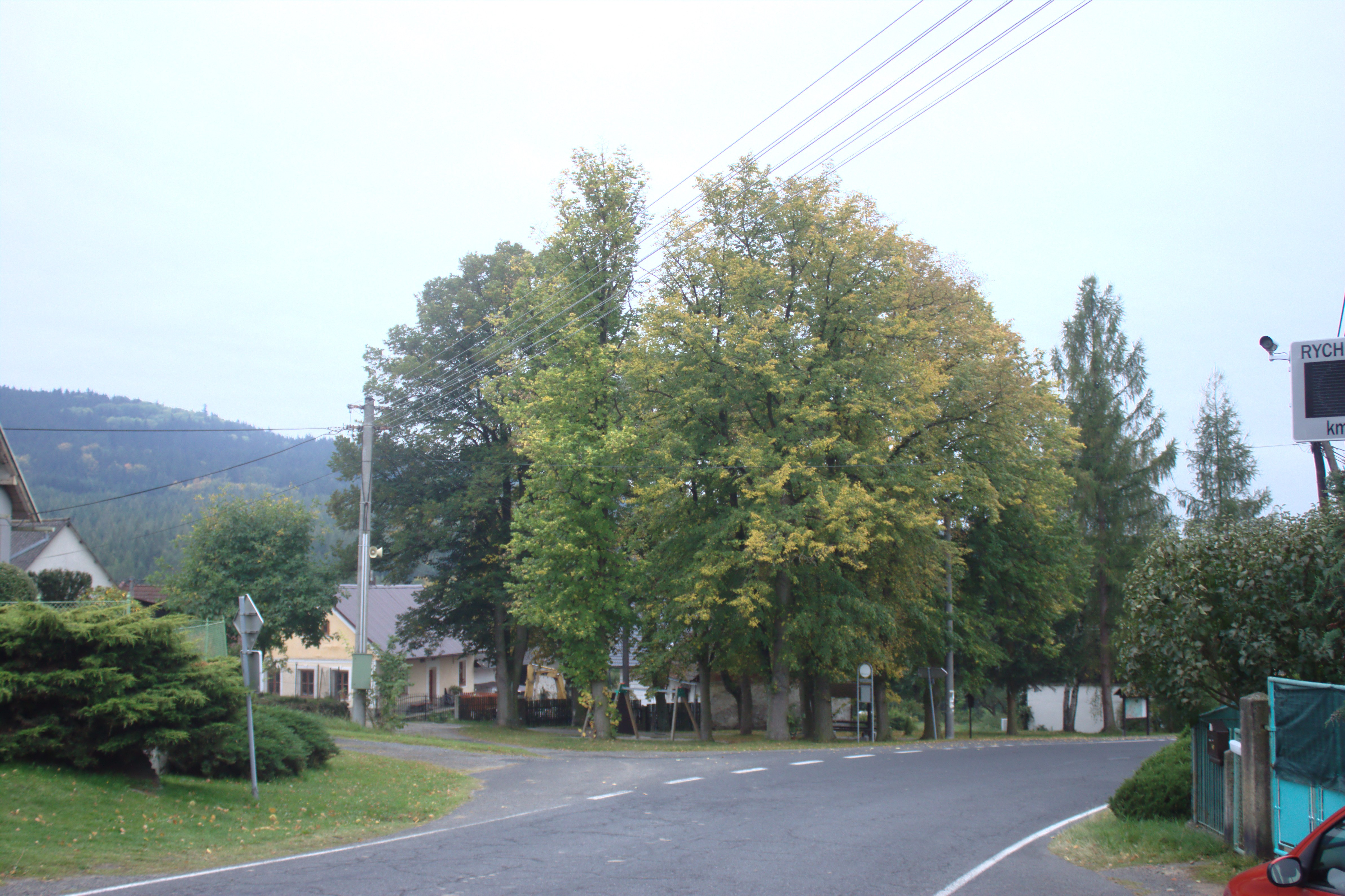
Přírodní park